# Notophthiracarus obsessus
Notophthiracarus obsessus är en kvalsterart som beskrevs av Subías 2004. Notophthiracarus obsessus ingår i släktet Notophthiracarus och familjen Phthiracaridae. Inga underarter finns listade i Catalogue of Life.